# قبتشاق (نظر أباد)
قبتشاق هي قرية في مقاطعة نظر أباد، إيران. يقدر عدد سكانها بـ 130 نسمة بحسب إحصاء 2016.